# Waupun (condado de Fond du Lac, Wisconsin)
Waupun es un pueblo ubicado en el condado de Fond du Lac en el estado estadounidense de Wisconsin. En el Censo de 2010 tenía una población de 1375 habitantes y una densidad poblacional de 15,43 personas por km².

## Geografía
Waupun se encuentra ubicado en las coordenadas 43°41′9″N 88°41′52″O / 43.68583, -88.69778. Según la Oficina del Censo de los Estados Unidos, Waupun tiene una superficie total de 89.13 km², de la cual 88.35 km² corresponden a tierra firme y (0.88%) 0.78 km² es agua.

## Demografía
Según el censo de 2010, había 1375 personas residiendo en Waupun. La densidad de población era de 15,43 hab./km². De los 1375 habitantes, Waupun estaba compuesto por el 99.13% blancos, el 0% eran afroamericanos, el 0% eran amerindios, el 0.15% eran asiáticos, el 0.07% eran isleños del Pacífico, el 0.51% eran de otras razas y el 0.15% pertenecían a dos o más razas. Del total de la población el 1.16% eran hispanos o latinos de cualquier raza.